# Ilha Caraguatá
Cubatão
Ilha Caraguatá ou sua denominação atual Jardim Caraguatá,é um bairro da cidade de Cubatão, São Paulo, fundado em meados de 1968 possuindo atualmente cerca de 8000 moradores. É subdividido em: Jardim Caraguatá, Projeto São José, São Benedito, São Pedro e Inhapium.

## História
Ocupando uma área de 12 hectares, começou a surgir em fins da década de 1960 e primeiros anos da década de 1970, com a construção da rodovia dos Imigrantes.
A partir de meados de 1974, houve maior procura pelo local, devido às obras sobre o Rio Casqueiro, quando foram levados até o bairro rede de água, energia elétrica e acesso rodoviário.
Em 1987 e 88, a Prefeitura de Cubatão promoveu a implantação, em Caraguatá, de dois núcleos distintos: o Projeto São José, com 114 lotes, criado em 1987 e destinado a famílias cadastradas, que receberam uma "cesta básica" de materiais; e o Projeto São Benedito, no ano seguinte, com 236 lotes, que atendeu a moradores de áreas de risco nas encostas, recebendo cada família um lote urbanizado.
Em 1989, em convênio com a Cosipa, a municipalidade construiu 40 moradias, com estrutura em aço, para famílias anteriormente cadastradas - é o Projeto São Pedro.
Em 1992 a prefeitura promoveu, também em Caraguatá, a implantação de 64 moradias construídas por 16 empresas, onde se comparou diferentes propostas de pré-fabricação e/ou racionalização. Posteriormente, na mesma área, o Projeto Nhapium abrigou um conjunto residencial, implantado pelo sistema de autoconstrução monitorada pela Cursan, com 218 moradias destinadas a famílias cadastradas  anteriormente.
Em 1990 o então Prefeito Nei Eduardo Serra inaugurou a Escola Rui Barbosa, que se torna referência em ensino público fundamental na região.
O bairro Jardim Caraguatá dispõe de duas unidades de ensino, sendo elas a EMEI Estado do Amapá e a UME Rui Barbosa.